# Melanéziai labdarúgó-szuperkupa
A Melanéziai labdarúgó-szuperkupa (angolul: Melanesian Super Cup) egy labdarúgókupa a melanéziai klubcsapatok számára.
A legsikeresebb csapat a Salamon-szigeteki Solomon Warriors FC 2 győzelemmel.

## Eredmények
| Év   | Rendező             | 1. helyezett     | 2. helyezett | 3. helyezett   |
| ---- | ------------------- | ---------------- | ------------ | -------------- |
| 2014 | Port Vila (Vanuatu) | Solomon Warriors | Tafea        | Amicale        |
| 2015 | Port Vila (Vanuatu) | Solomon Warriors | Amicale      | Western United |